# Liehtjitjávrre
Liehtjitjávrre, enligt tidigare ortografi Lietjit-Jaure, är en sjö i Jokkmokks kommun i Lappland och ingår i Luleälvens huvudavrinningsområde. Sjön har en area på 2,19 kvadratkilometer och ligger 788 meter över havet. Liehtjitjávrre ligger både i Sarek och Stora Sjöfallet Natura 2000-område. Sjön avvattnas av vattendraget Blackälven.

## Delavrinningsområde
Liehtjitjávrre ingår i det delavrinningsområde (747663-159402) som SMHI kallar för Utloppet av Lietjit-Jaure. Medelhöjden är 1 089 meter över havet och ytan är 18,43 kvadratkilometer. Räknas de 22 avrinningsområdena uppströms in blir den ackumulerade arean 293,38 kvadratkilometer. Blackälven som avvattnar avrinningsområdet har biflödesordning 3, vilket innebär att vattnet flödar genom totalt 3 vattendrag innan det når havet efter 334 kilometer. Avrinningsområdet består mestadels av kalfjäll (66 procent). Avrinningsområdet har 2,78 kvadratkilometer vattenytor vilket ger det en sjöprocent på 15,1 procent. Delavrinningsområdet täcks till 19,35 procent av glaciärer, med en yta av 3,5694 kvadratkilometer.

## Galleri

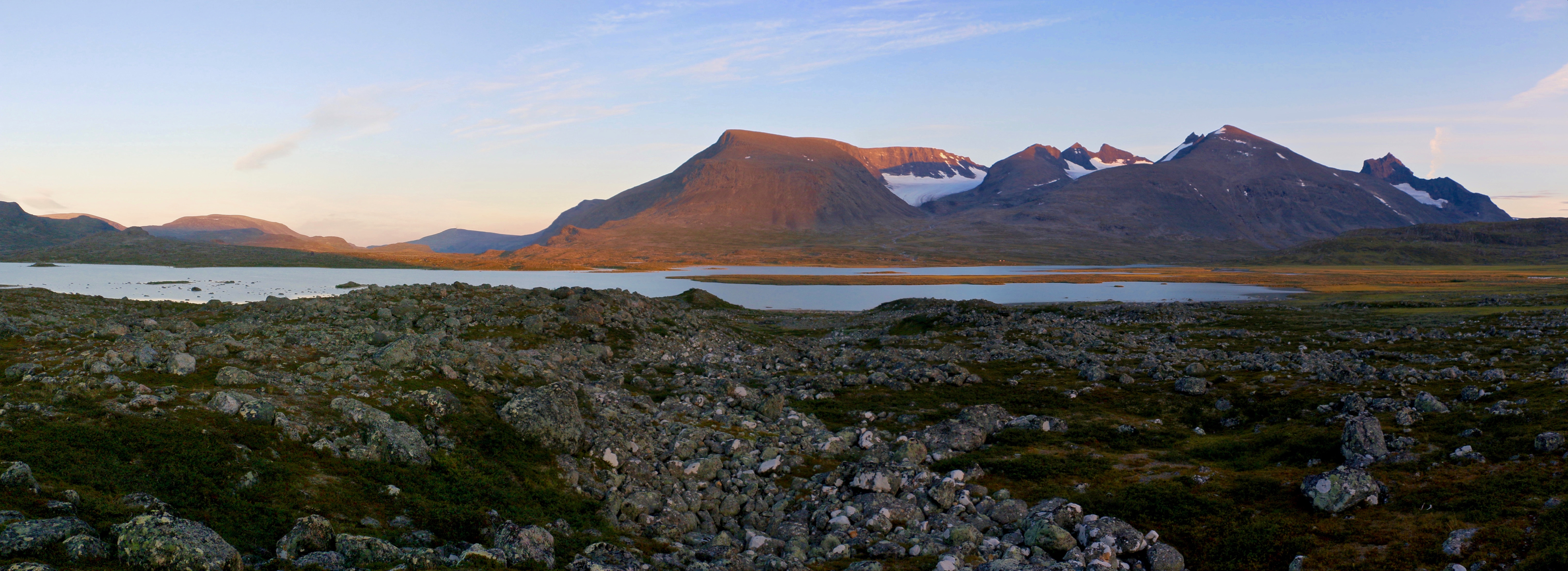
Ähpár och Liehtjitjávvre en augustikväll 2018.
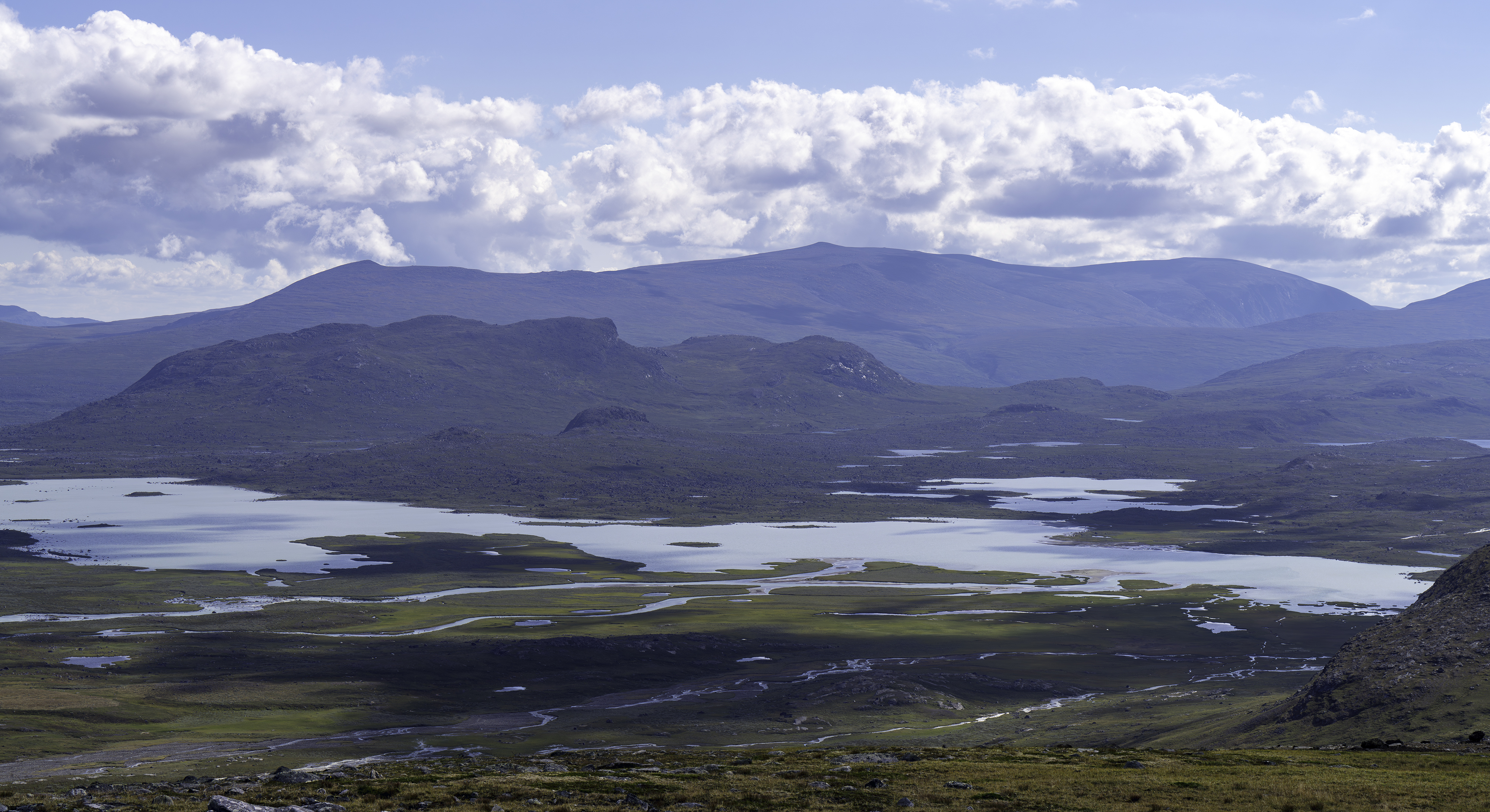
Liehtjitjávrre - vy mot öster.